# Jurij Duka
Jurij  Duka  (romunsko Gheorghe Duca, grško starogrško Γεώργιος Δούκας) je bil od septembra 1665 do januarja 1684 trikrat knez Moldavije in od leta 1673 do novembra 1678  knez Vlaške, * ni znano, † 1685.
Poročen je bil z Anastazijo, hčerko Evstahija Dabija, in za njo z Dofino. Bil je oče moldavskega kneza Konstantina Duka.

## Prvi vladanji v Moldaviji
Jurij Duka, po poreklu Grk, je bil spremljevalec moldavskega kneza Vasilija Lupa in kmalu premagal ovire zaradi svojega skromnega socialnega porekla.
S podporo kneginje Dafine in nekaj bojarjev je po smrti kneza Evstahija Dabije prišel na prestol v  Iaşiju, vendar so ga kmalu odstavili, ker so se njegovi nasprotniki  pritožili osmanskemu sultanu in trdili, da je na oblast prišel neupravičeno in s podkupovanjem. 
Po smrti kneza Aleksandra Iljaša mu je z velikimi dolgovi uspelo ponovno priti na moldavski prestol. Da bi poravnal dolgove, je uvedel visoke davke, kar je pripeljalo do upora Mihalcee Hâncuja oktobra 1671. Naslednje leto je s turško pomočjo upor zatrl, ker ni ustrezno oskrbel turške vojske  v vojni s personalno unijo Kraljevine Poljske in Velike litovske kneževine (Republika obeh narodov) in ogrozil življenje sultana Mehmeda IV. v napadu v Kamjanec-Podilskem, so ga Turki  hitro zamenjali s Štefanom Petriescujem.

## Vladar Vlaške
Leta 1674 je bil s posredovanjem bojarske družine Kantakuzino nagrajen z vlaškim prestolom v Bukarešti. Zveza med Kantakuzini in Dukom je kmalu sesula. Sledila je njegova odstavitev in zamenjava s Šerbanom Kantakutzinom.

## Zadnje vladanje v Moldaviji in vladanje v Desnobrežni Ukrajini
Po odstavitvi je kmalu zatem na moldavskem prestolu zamenjal Antonija Ruseta.
Jurij Duka je nameraval razširiti svojo oblast na Desnobrežno Ukrajino, kjer so se osmanska osvajanja začela s priključitvijo Podolja leta 1672. leta 1680 ali 1681 je z velikimi podkupninami dosegel imenovanje za hetmana osvojenega ozemlja. Moldavsko zakladnico je izpraznil do te mere, da je moral za doto svoje hčerke uvesti nove davke. 
Leta 1683 se je pridružil Osmanskemu cesarstvu pri drugem obleganju Dunaja.  Njegovi bojarji so se zavedali, da bodo osmanski načrti spodleteli, zato so izkoristili Dukovo odsotnost in se na ukaz Štefana Petriceicuja uprli in z dobrodošlico sprejeli napadajoče Poljake in kozake.
Duko so na poti domov 25. decembra 1683 ujeli in ga poslali v ječo na Poljsko, kjer je naslednje leto umrl.
| Jurij Duka Rojen: ni znano Umrl: 1685 |                          |                               |
| Vladarski nazivi                      |                          |                               |
| Predhodnik: Evstahij Dabija           | Moldavski knez 1665-1668 | Naslednik: Ilijaš Aleksandru  |
| Predhodnik: Ilijaš Aleksandru         | Moldavski knez 1668–1672 | Naslednik: Štefan Petriceicu  |
| Predhodnik: Gregor I. Gika            | Vlaški knez 1673–1678    | Naslednik: Šerban Kantakuzino |
| Predhodnik: Antonie Ruset             | Moldavski knez 1678–1684 | Naslednik: Štefan Petriceicu  |

## Vir
V. Stati. Zgodovina Moldove. Kišinjev, Tipografia Centrală, 2002, str. 149, 429-480.  ISBN 9975-9504-1-8.